# Golden Gate Assembly

O Golden Gate Assembly envolve a digestão de sequências de DNA contendo um local de corte da enzima de restrição do tipo IIS e sua ligação

A clonagem Golden Gate ou Golden Gate Assembly é um método de clonagem molecular que permite ao pesquisador montar simultaneamente e direcionalmente vários fragmentos de DNA em uma única peça usando enzimas de restrição do Tipo II e T4 DNA ligasein vitro. As enzimas do Tipo IIS mais comumente usadas incluem BsaI, BsmBI e BbsI.
Um protocolo típico de termociclador oscila entre 37°C (ideal para enzimas de restrição) e 16°C (ideal para ligases) muitas vezes. Embora essa técnica possa ser usada para uma única inserção, os pesquisadores usaram a clonagem Golden Gate para montar muitos pedaços de DNA simultaneamente.

## Sequências Cicatrizes
Geralmente, há sequências cicatrizes na montagem de vários segmentos de DNA. No método de Gateway Assembly, segmentos são adicionados ao doador com sequências ATT adicionais, que se sobrepõem a esses segmentos adicionados, e isso resulta nos segmentos separados pelas sequências ATT. Na montagem do BioBrick, uma sequência cicatriz de oito nucleotídeos, que codifica uma tirosina e um códon de parada, é deixada entre cada segmento adicionado ao plasmídeo.
Ao contrário das enzimas de restrição do Tipo II padrão, como EcoRI e BamHI, as enzimas do Golden Gate Assembly cortam o DNA fora de seus locais de reconhecimento e, portanto, podem criar overhangs não palindrômicos . Apenas o BamHI, cria 256 potenciais sequências overhangs possíveis de 4 pares de base.
Logo, vários fragmentos de DNA podem ser montados usando combinações dessas sequências overhangs. Se os overhangs forem cuidadosamente projetados, os segmentos são ligados sem sequências de cicatrizes entre eles, e a construção final pode ser quase sem cicatrizes, onde os locais de enzima de restrição permanecem em ambos os lados da inserção.
Na prática, isso significa que a clonagem do Golden Gate normalmente não tem cicatrizes. Além disso, porque o produto final não tem um local de reconhecimento da enzima de restrição Tipo II, o produto corretamente ligado não pode ser cortado novamente pela enzima de restrição, o que significa que a reação é essencialmente irreversível.
Como segmentos adicionais podem ser inseridos nos vetores sem cicatrizes em um quadro de leitura aberto, o Golden Gate é amplamente utilizado na engenharia de proteínas .

## Design de Plasmídeo
Embora a clonagem de Golden Gate acelere a clonagem multisegmentada, é necessário um projeto cuidadoso de plasmídeos doadores e receptores. Cientistas da New England Biolabs demonstraram com sucesso a montagem de 52 fragmentos por meio de uma reação de Golden Gate Assembly de tubo único. Crítico para este método de montagem, a estrutura do vetor do plasmídeo de destino e todos os fragmentos de montagem são flanqueados por locais de reconhecimento de enzimas de restrição Type IIS, uma vez que este subtipo de enzimas de restrição corta downstream à seus locais de reconhecimento. Após o corte, cada pedaço ativo de DNA da montagem tem overhangs exclusivas que se anelam com o próximo fragmento de DNA na assembly planejada e se ligam, construindo a montagem. Embora também seja possível para um overhang se anelar de volta com seu overhang complementar original associada ao local de reconhecimento upstream e se ligar, reformando a sequência original, isso será suscetível a cortes adicionais durante a reação de montagem.

## Padrões de clonagem
A assembly de DNA por enzima de restrição tem padrões de clonagem para minimizar a mudança na eficiência da clonagem e na função do plasmídeo, o que pode ser causada pela incompatibilidade dos locais de restrição escolhidos no vetor.
Os padrões de clonagem da Golden Gate Assembly têm duas camadas. A Golden Gate Assembly de primeira camada constrói a construção de um único gene adicionando elementos genéticos, como promotor, estruturas de open reading e terminadores. Já a Golden Gate Assembly de segunda camada combina várias construções feitas na montagem de primeira camada para fazer uma construção multigene. Para obter a assembly de segunda camada, são usados o sistema de clonagem modular (MoClo) e o padrão GoldenBraid2.0.

### Sistema MoClo

Fluxo de trabalho esquemático para gerar bibliotecas combinatórias complexas de DNA

Clonagem modular, ou MoClo, é um método de montagem relativamente novo introduzido em 2011 por Ernst Weber et al., em que, usando locais de restrição do tipo IIS, o usuário pode ligar pelo menos seis partes de DNA juntas em um backbone em uma reação de um único recipiente. É um método baseado no Golden Gate Assembly, em que as enzimas de restrição do Tipo IIS se separam de seu local de reconhecimento para um lado, permitindo a remoção desses locais de restrição do projeto. Isso ajuda a eliminar o excesso de pares de bases, ou cicatrizes, da formação entre as partes do DNA. No entanto, para se ligar corretamente, o MoClo utiliza um conjunto de locais de fusão de 4 pares de bases, que permanecem entre as partes após a ligação, formando cicatrizes de 4 pares de bases entre as partes do DNA na sequência final do DNA após a ligação de duas ou mais partes.
O MoClo utiliza uma abordagem paralela, onde todas as construções da camada um (módulos de nível 0) têm locais de restrição para BpiI em ambos os lados das inserções. O vetor (também conhecido como "vetor de destino"), onde os genes serão adicionados, tem um sítio de restrição BsaI voltado para fora com um drop-out screening cassette. LacZ é um screening cassette comum, onde é substituído pela construção multigênica no vetor de destino. Cada construção de primeira camada e o vetor têm overhangs diferentes, mas complementares ao overhang do próximo segmento, e isso determina o layout da construção multigênica final.  A clonagem do Golden Gate geralmente começa com módulos de nível 0. No entanto, se o módulo de nível 0 for muito grande, a clonagem começará a partir de fragmentos de nível -1, que devem ser sequenciados, para ajudar a clonar a construção grande. Se partir de fragmentos de nível -1, os módulos de nível 0 não precisam ser sequenciados novamente, enquanto se a partir de módulos de nível 0, os módulos devem ser sequenciados.

#### Módulos de Nível 0
Módulos de nível 0 são a base para o sistema MoClo, onde contêm elementos genéticos como um promotor, uma região 5' não traduzida (UTR), uma sequência de codificação e um terminador. Para o propósito da clonagem Golden Gate, as sequências internas dos módulos de nível 0 não devem conter locais de enzimas de restrição do tipo IIS para BsaI, BpiI e Esp3I enquanto rodeadas por dois locais de restrição BsaI na orientação invertida. Módulos de nível 0 sem sites de restrição de tipo IIS que flanqueiam podem adicionar os sites BsaI durante o processo de clonagem Golden Gate.
Se os módulos de nível 0 contiverem qualquer site de restrição indesejado, eles podem ser mutados in silico removendo um nucleotídeo do tipo de site de restrição IIS. Nesse processo, é preciso ter certeza de que a mutação introduzida não afetará a função genética codificada pela sequência de interesse. Uma mutação silenciosa na sequência de codificação é preferida, pois não altera a sequência da proteína nem a função do gene de interesse.

##### Fragmentos de nível -1
Fragmentos de nível -1 são usados para ajudar a clonar grandes módulos de nível 0. Para clonar fragmentos de nível -1, a clonagem de extremidade cega com ligação de restrição pode ser usada. O vetor usado na clonagem de fragmentos de nível -1 não pode conter o local de restrição do tipo IIS BpiI que é usado para a etapa de montagem seguinte. Além disso, o vetor também deve ter um marcador de seleção diferente do vetor de destino na próxima etapa de montagem, por exemplo, se a resistência à espectinomicina for usada em módulos de nível 0, fragmentos de nível -1 devem ter outra resistência a antibióticos como a ampicilina.  

#### Construções de nível 1
O vetor de destino de nível 1 determina a posição e orientação de cada gene na construção final. Existem catorze vetores de nível 1 disponíveis, que diferem apenas pela sequência dos locais de fusão flanqueadores, embora sejam idênticos nos locais de fusão internos. Portanto, todos os vetores podem montar as mesmas peças de nível 0.
Como todos os vetores de nível 1 são plasmídeos binários, eles são usados para expressão temporária mediada por Agrobacterium em plantas.

#### Construções de nível 2
Os vetores de nível 2 têm dois sites BpiI invertidos a partir da inserção dos módulos de nível 1. O local de fusão a montante é compatível com um gene clonado no vetor de nível 1, enquanto o local de fusão a jusante tem uma sequência universal. Cada clonagem permite que 2-6 genes sejam inseridos no mesmo vetor.
Adicionar mais genes em uma etapa de clonagem não é recomendado, pois isso resultaria em construções incorretas. Por um lado, isso pode induzir mais sítios de restrição na construção, onde esta construção aberta permite que genes adicionais sejam adicionados. Por outro lado, isso também pode eliminar os locais de restrição, onde esta construção próxima impede a adição posterior de genes.
Portanto, construções de mais de seis genes precisam de etapas de clonagem sucessivas, o que requer ligantes finais contendo sítios de restrição interna BsaI ou BsmBI e marcadores azuis ou roxos. Cada etapa de clonagem precisa alternar o local de restrição e o marcador. Além disso, são necessárias duas enzimas de restrição, onde BpiI é usado para liberar módulos de nível 1 de construções de nível 1 e BsaI / BsmBI é para digerir e abrir o plasmídeo receptor de nível 2-n. Durante a triagem, as colônias corretas devem alternar de azul para roxo a cada etapa de clonagem, mas se um end-linker "fechado" for usado, as colônias serão brancas.

#### Construções de nível M
Os vetores de nível M são semelhantes aos vetores de nível 2, mas têm um local BsaI localizado upstream dos dois locais BpiI invertidos. Quando um ou vários genes são clonados em um vetor de nível M, um segundo BsaI é adicionado no final da construção por meio de um ligante de extremidade de Nível M. Isso permite que um fragmento contendo todos os genes montados seja excisado do vetor e subclonado em um próximo nível de clonagem (Nível P).

#### Construções de nível P
Os vetores de nível P são semelhantes às construções de nível M, exceto que os sites BpiI são substituídos por sites BsaI e os sites BsaI são substituídos por sites BpiI. Vários construtos de nível M com locais de fusão compatíveis podem ser subclonados em um vetor de nível P em uma etapa. Teoricamente, até 36 genes podem ser montados em uma construção usando 6 reações paralelas de nível M (cada uma necessária para a montagem de 6 genes por construção de nível M) seguidas por uma reação de nível P final. Na prática, menos genes são geralmente montados, pois a maioria dos projetos de clonagem não requer tantos genes. A estrutura dos vetores de nível M e P é projetada de forma que genes clonados em construções de nível P possam ser posteriormente montados em vetores de nível M. A clonagem repetida em vetores de nível M e P forma um loop que pode ser repetido indefinidamente para montar construções progressivamente grandes.

### GoldenBraid
Na clonagem padrão do Golden Gate, os locais de restrição da construção de camada anterior não podem ser reutilizados. Para adicionar mais genes à construção, locais de restrição de um tipo diferente de enzima de restrição IIS precisam ser adicionados ao vetor de destino. Isso pode ser feito usando o nível 2 ou M e P. Uma versão variante do nível M e P também é fornecida pelo GoldenBraid.
GoldenBraid supera o problema de projetar vários vetores de destino por ter um laço duplo, que é a "trança", para permitir uma assembly binária de várias construções. Existem dois níveis de plasmídeos de destino, nível α e nível Ω. Cada nível de plasmídeos pode ser usado como plasmídeos de entrada para o outro nível de plasmídeos várias vezes porque ambos os níveis de plasmídeos têm diferentes tipos de locais de restrição IIS que estão em orientação invertida. Para contra-seleção, os dois níveis de plasmídeos diferem em seus marcadores de resistência a antibióticos.

### Golden Mutagenesis
O princípio da clonagem Golden Gate também pode ser aplicado para realizar a mutagênese denominada Golden Mutagenesis. A tecnologia é de fácil implementação, pois uma ferramenta web está disponível para desenho de primer ( https://msbi.ipb-halle.de/GoldenMutagenesisWeb/ ) e os vetores estão depositados em addgene ( http://www.addgene.org/browse / article / 28196591 / ).

## Nome
O nome Golden Gate Assembly vem de uma proposta de Yuri Gleba . Deve referir-se por um lado à Tecnologia Gateway, por outro lado retratar a maior precisão com uma ponte conectando as ruas de duas margens de forma contínua. Uma das pontes mais conhecidas é a Golden Gate Bridge em São Francisco .